# Mgławica Bumerang
Mgławica Bumerang – młoda mgławica protoplanetarna znajdująca się w gwiazdozbiorze Centaura. Mgławica ta jest odległa o około 5000 lat świetlnych od Ziemi, a rozciąga się na ok. 2 lata świetlne.

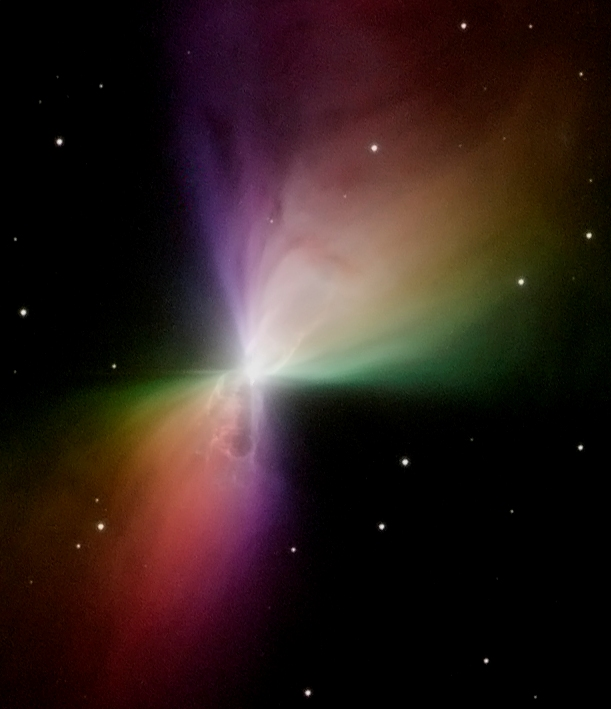
Mgławica Bumerang - obraz wykonany za pomocą filtrów polaryzacyjnych (HST)

Kształt Mgławicy Bumerang przypomina kokardę wytworzoną ze słabych łuków i włóknistych struktur osadzonych w rozproszonym gazie.
Symetryczny obłok został utworzony przez zimny wiatr gazu i pyłu wiejący z prędkością dochodzącą do 600 000 km/h wywoływany przez starzejącą się gwiazdę centralną. Od około 1500 lat gwiazda centralna pozbywa się co roku masy równej około 0,001 masy Słońca, czyli 10 razy większej niż w przypadku innych podobnych obiektów. W tym czasie masa gwiazdy zmniejszyła się o 1,5 masy Słońca.
Gwałtowna ekspansja mgławicy ochłodziła molekuły gazu do rekordowo niskiej temperatury około 1 K. Tak niska temperatura, niższa nawet od kosmicznego promieniowania tła sprawia, że jest to najzimniejszy obserwowany obszar w całym Wszechświecie. Astronomowie uważają, że mgławica ta pochodzi od gwiazdy lub układu podwójnego, który ewoluuje ku fazie mgławicy planetarnej.
Astronomowie nie są pewni przyczyny bipolarnego wycieku materii Mgławicy Bumerang, jak również wielu podobnych młodych mgławic bipolarnych. Takie odrzucanie materii może być spowodowane wolno poruszającym się dyskiem, znajdującym się wokół równika gwiazdy centralnej. Dysk ten blokowałby szybszą materię wyrzucaną w tym kierunku oraz jednocześnie pozwalał na uwalnianie materii znajdującej się bliżej biegunów. Według innych teorii to pole magnetyczne jest odpowiedzialne za uwięzienie materii i kształt tej mgławicy.